# Wohnhaus Katharinenstraße 3

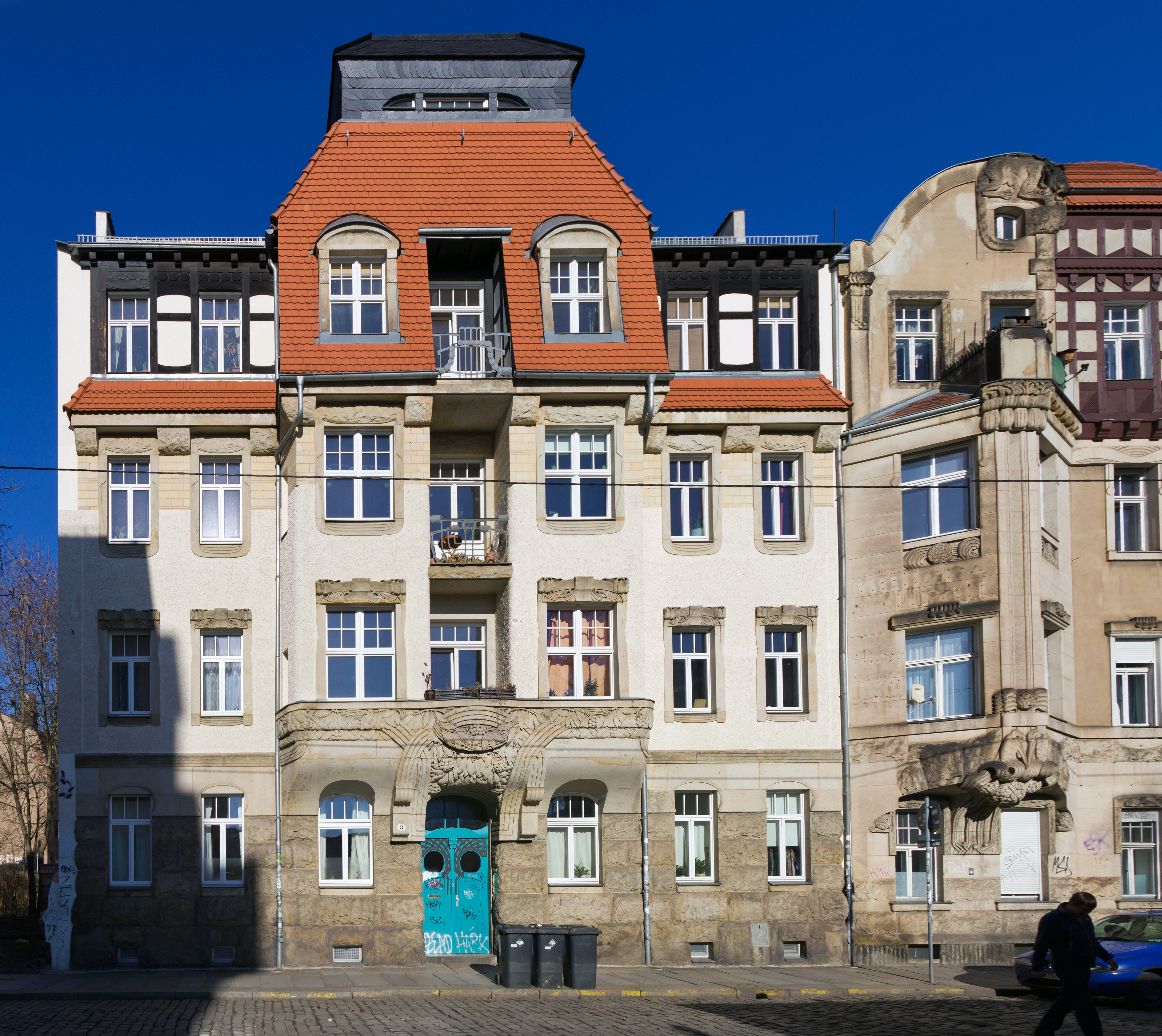
Katharinenstraße 3. Der Erker rechts gehört bereits zum Wohnhaus Katharinenstraße 5

Das Wohnhaus Katharinenstraße 3 ist ein denkmalgeschütztes Jugendstilgebäude in der Äußeren Neustadt Dresdens, das 1903 von Friedrich Wilhelm Hertzsch erbaut worden ist und dem Architekten gehörte.  Es entstand zusammen mit den Häusern Katharinenstraße 1 und Katharinenstraße 5 vom selben Architekten. Das Gebäude zeichnet eine „malerische und stark differenzierte Sandstein-Putzfassade mit aufwendiger Bauplastik“ aus.

## Beschreibung
Das Gebäude wurde als viergeschossiges Wohnhaus innerhalb einer geschlossenen, heute teilweise kriegszerstörten Bebauung errichtet. Die Fassade hat eine Frontlänge, die sieben Achsen breit ist, wovon drei Achsen von einem mittig angebrachten Erker mit steil aufragendem Turmhelm bilden. Das Erdgeschoss zeigt eine aufwändige Bildhauerarbeit in Sandstein.